# سنابتيوب
سنابتيوب (بالإنجليزية: Snaptube)‏ هو تطبيق أندرويد مجاني يقوم بتنزيل الفيديوهات والتسجيلات الصوتية. بحيث يقوم المستخدم بإدخال رابط الفيديو ثم تنزيله من نوع mp3 أو mp4. باستخدام سنابتيوب، يمكن للمستخدمين البحث عن المحتوى على منصات (فيسبوك وإنستغرام وتيك توك وغيرها) دون استخدام المزيد من التطبيقات. اعتبارًا من يونيو 2020، يستخدم التطبيق أكثر من 100 مليون مستخدم.